# Sveta družina
Sveto družino sestavljajo otrok Jezus, Devica Marija in sveti Jožef. Obhajanje svete družine je v 17. stoletju uradno začel sveti François de Laval, prvi škof v Novi Franciji, ki je ustanovil bratovščino.
Praznik svete družine je liturgično praznovanje v katoliški cerkvi in nekaterih anglikanskih cerkvah v čast Jezusa, njegove matere in njegovega zakonitega očeta, svetega Jožefa, kot družine. Glavni namen tega praznika je predstaviti Sveto družino kot vzor krščanskim družinam.
Praznik je v nedeljo med božičem in novoletnim dnem; če sta oba nedelji, praznik praznujemo 30. decembra.

## Ozadje
Evangeliji malo govorijo o življenju Ssvete družine v letih pred Jezusovim javnim nastopanjem.
Matej in Luka pripovedujeta epizode iz tega obdobja Kristusovega življenja in sicer njegovo obrezovanje in poznejšo predstavitev, beg v Egipt, vrnitev v Nazaret in najdbo v templju. Jožef in Marija sta bila očitno opazovana Juda, saj Luka pripoveduje, da so z drugimi judovskimi družinami pripeljali Jezusa na vsakoletno romanje v Jeruzalem.

## Čaščenje
Praznik Svete družine je liturgično praznovanje v katoliški cerkvi v čast Jezusa iz Nazareta, njegove matere Blažene Device Marije in njegovega rejnika svetega Jožefa kot družine. Glavni namen tega praznika je predstaviti Sveto družino kot vzor krščanskim družinam.
Od 17. stoletja praznik praznujejo na lokalni in regionalni ravni, na tej ravni pa ga je spodbujal papež Leon XIII.. Leta 1921 ga je papež Benedikt XV. uvrstil v del splošnega rimskega koledarja in ga postavil na nedeljo v okviru oktave Svetih treh kraljev; torej v nedeljo med 7. in 13. januarjem. Rimski misal iz leta 1962, katerega uporaba je še vedno dovoljena v okoliščinah, ki jih navaja 2007 motu proprio Summorum Pontificum, sledi Splošnemu rimskemu koledarju iz leta 1960, ki je na ta datum praznoval.
Revizija splošnega rimskega koledarja iz leta 1969 je praznovanje prestavila k božičnim praznikom in ga dodelila nedelji v božični oktavi, torej v nedeljo med božičnem in novim letom (oba ekskluzivna) ali če je božični dan in slovesnost Marije, Matere Božje, nedelja, 30. decembra (vedno petek v takih letih). Če ga v nedeljo ne praznujemo, ni sveti dan obveznosti.
Prej je bila nedelja znotraj božične oktave v resnici praznovana le, če je padla 29., 30. ali 31. decembra, saj je popustila višje uvrščenim praznikom svetega Štefana, svetega Janeza apostola in svetih nedolžnih. Praznik svete družine, ki ga je nadomestil, presega te tri praznike.

## V kulturi

### V umetnosti
Sveta družina je v krščanski umetnosti priljubljena tema. Oljna slika nizozemskega slikarja Joosa van Clevea, datirana okoli leta 1512, je na ogled v newyorškem Metropolitanskem muzeju umetnosti. Michelangelova upodobitev (približno 1506) visi v galeriji Uffizi v Firencah v Italiji. Sveta družina Giulia Romana je na ogled v centru Getty v Los Angelesu v Kaliforniji.

### Zavetniki in običaji
Člani Svete družine so zavetniki Kongregacije svetega križa. Sestre svetega križa so posvečene Brezmadežnemu Marijinemu Srcu, bratom svetega križa svetemu Jožefu in duhovnikom svetega Križa Presvetemu Srcu. Sinovi svete družine je še ena verska kongregacija, posvečena sveti družini.
Stolnica Svete družine iz Nazareta je v škofiji Tulsa v Oklahomi.
Pobožna praksa med katoličani je pisanje "J. M. J." na vrhu pisem in osebnih zapiskov kot sklicevanje na Jezusa, Marijo in Jožefa kot Sveto družino.